# Nampeyo
Nampeyo (1859 – 1942) fue una alfarera/ceramista Hopi-Tewa que vivía en la Reserva Hopi en Arizona. Su nombre Tewa también se deletreaba Num-pa-yu, que significa "serpiente que no muerde". Su nombre también se cita como "Nung-beh-yong", Tewa para Sand Snake.
Usaba técnicas ancestrales para hacer y hornear cerámica, inspirándose en diseños de cerámica y tiestos "Old Hopi" encontrados en las ruinas de Sikyátki del siglo XV en First Mesa. Su obra de arte se encuentra en colecciones en los Estados Unidos y Europa, en museos tales como el Museo Nacional de Arte Americano, el Museo del Norte de Arizona, el Museo Spurlock y el Museo Peabody de Arqueología y Etnología de la Universidad de Harvard.
El 6 de diciembre de 2010, la casa de subastas Bonhams Auction House de San Francisco declaró un récord mundial en la venta de alfarería indígena del suroeste de Estados Unidos, cuando una de las obras de arte de Nampeyo, una vasija de cerámica decorada, se vendió por 350.000 dólares.

## Biografía

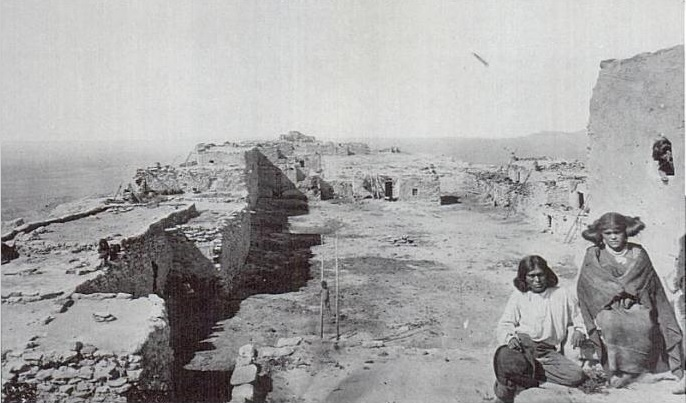
Nampeyo y su hermano Tom Polacca en la azotea de la vivienda del clan Corn en la aldea de Hano, fotografía tomada en 1875 por William Henry Jackson (Sociedad Histórica de Colorado)

Nampeyo nació en First Mesa en el pueblo de Hano, también conocido como Tewa Village, que se compone principalmente de descendientes del pueblo Tewa del norte de Nuevo México que huyeron hacia el oeste a tierras Hopi alrededor de 1702 para protegerse de los españoles después de la Revuelta Pueblo de 1680. Su madre, White Corn era Tewa; su padre Quootsva, de la cercana Walpi, era miembro del clan Snake. Según la tradición, Nampeyo nació en el clan Tewa Corn de su madre. Tenía tres hermanos mayores, Tom Polacca, Kano y Patuntupi, también conocido como Squash; Sus hermanos nacieron aproximadamente entre 1849 y 1858. Nampeyo no sabía leer ni escribir y nunca fue a la escuela.
William Henry Jackson la fotografió por primera vez en 1875; se dice que era una de las ceramistas más fotografiadas del suroeste durante la década de 1870.
Alrededor de 1878 o 1881, Nampeyo se casó con su segundo marido, Lesou, un miembro del clan Cedarwood en Walpi. Su primera hija, Annie, nació en 1884; William Lesso, nació alrededor de 1893; Nellie nació en 1896; Wesley en 1899; y Fannie nació en 1900.

## Obra de arte

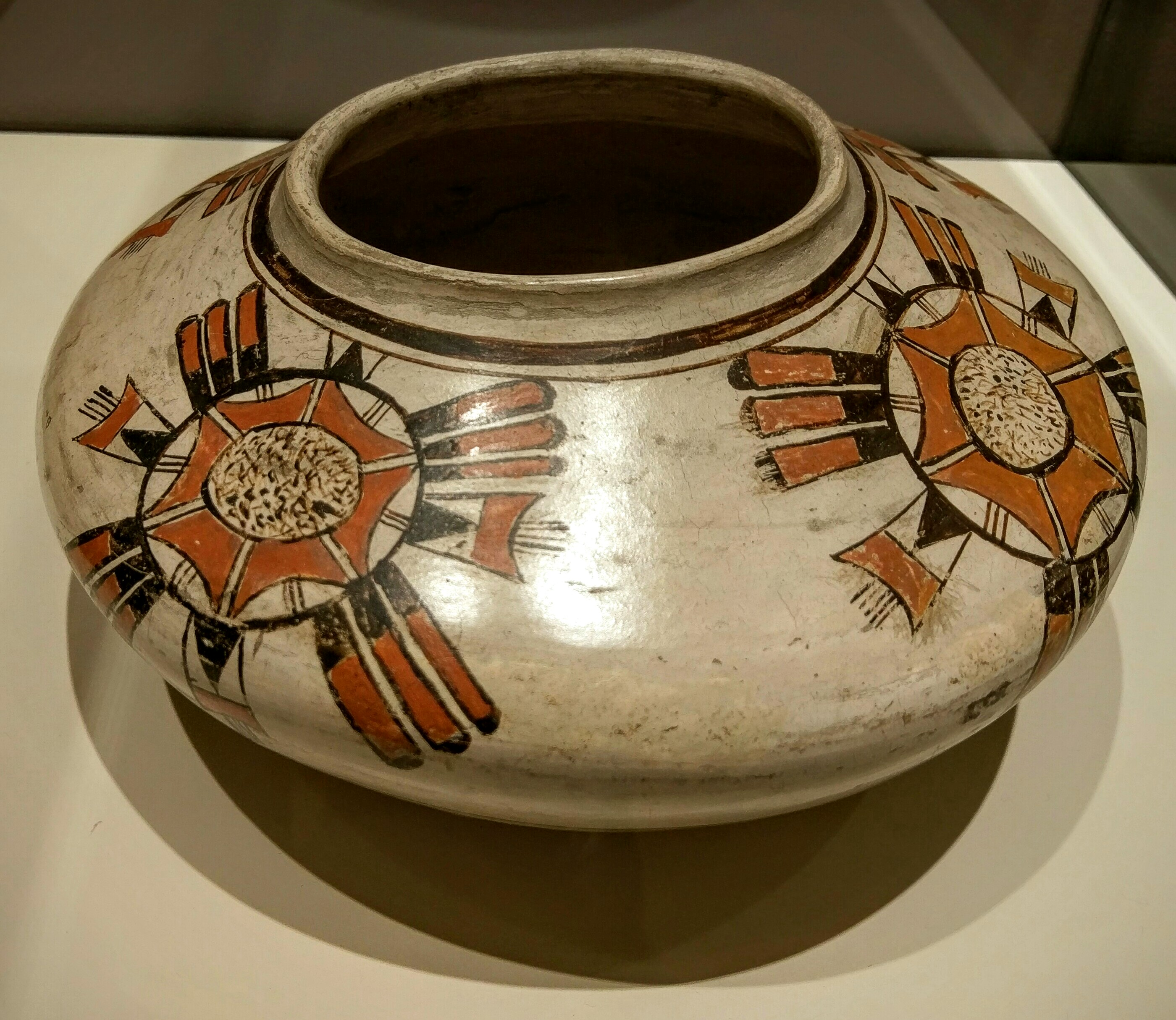
Un tarro de semillas fabricado por Nampeyo aproximadamente en 1905.

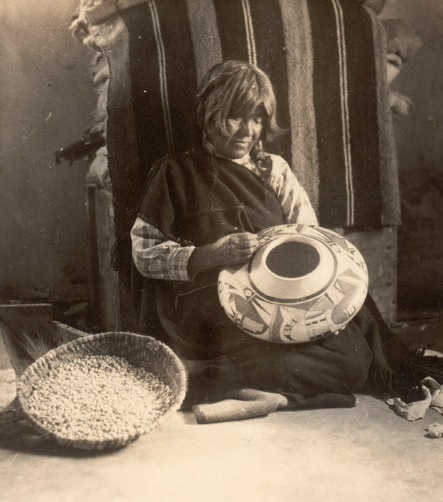
Nampeyo con una de sus vasijas Sikyátki Revival, circa 1908-1910. Hopi, Arizona. Foto de Charles M. Wood. P07128

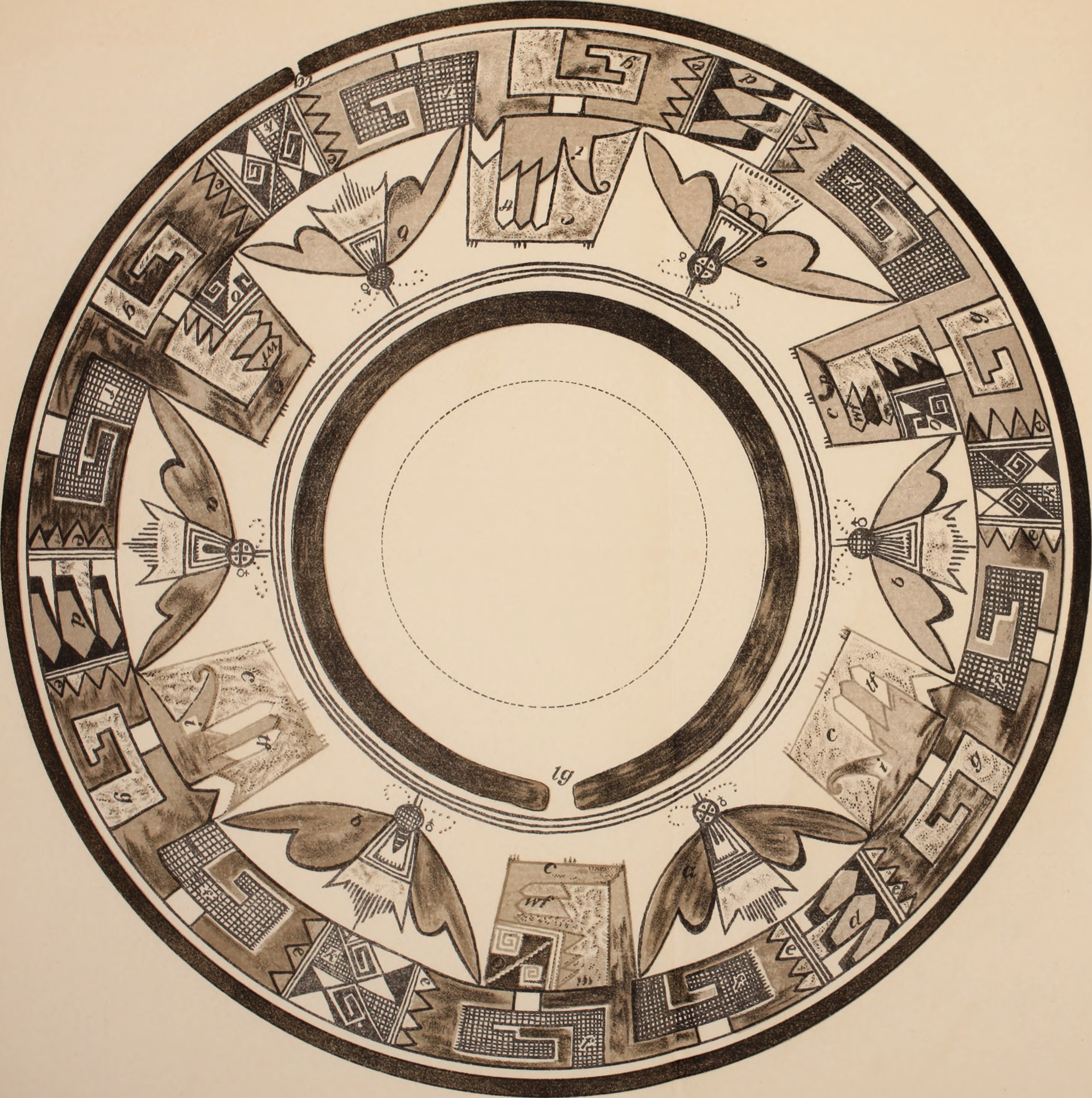
Tarro con patrón de polilla Sikyatki, excavado alrededor de 1895. Este se convirtió en uno de sus patrones favoritos.

Los Hopi hacen cerámicas pintadas con hermosos diseños, y se considera a Nampeyo una de las mejores alfareras Hopi. Nampeyo aprendió a hacer cerámica gracias a los esfuerzos de su abuela paterna. A partir de la década de 1870, obtuvo una fuente estable de ingresos vendiendo su trabajo en un puesto comercial local de Thomas Keam. En 1881 ya era conocida por sus trabajos de alfarería "antigua Hopi" de Walpi.
Ella se fue interesando cada vez más en la forma y el diseño de la cerámica antigua, reconociéndola como superior a la cerámica Hopi que se producía en ese momento. Se cree que su segundo marido, Lesou (o Lesso) era empleado del arqueólogo J. Walter Fewkes en la excavación de las ruinas prehistóricas de Sikyátki en la First Mesa of the Hano Pueblo en la década de 1890. Lesou ayudó a Nampeyo a encontrar tiestos con diseños antiguos que copiaron en papel y luego reprodujeron en la cerámica de Nampeyo. Sin embargo, comenzó a hacer copias de cerámica protohistórica de los siglos XV al XVII de pueblos antiguos como Sikyátki, que había sido explorado antes de la llegada de Fewkes y Thomas Varker Keam. Nampeyo desarrolló su propio estilo basado en los diseños tradicionales, conocidos como cerámica del Renacimiento Hopi a partir de diseños antiguos Hopi y cerámica Sikyátki. Es por eso que los investigadores se refieren a su estilo como Sikyatki Revival a partir del sitio protohistórico.
Keam contrató a alfareros de First Mesa para hacer reproducciones de las obras. Nampeyo era particularmente hábil. Su cerámica se convirtió en un éxito y fue coleccionada en todo Estados Unidos y Europa.
Kate Cory, una artista y fotógrafa que vivió entre los Hopi de 1905 a 1912 en Oraibi y Walpi, señaló que Nampeyo usaba huesos de oveja en el fuego, que se cree que generaban fuego caliente o hacían la cerámica más blanca, y alisaba las ollas cocidas con una planta con una flor roja. Ambas técnicas son antiguas prácticas de alfarería Tewa. Nampeyo usaba hasta cinco arcillas diferentes en una creación cuando lo habitual eran dos.
Nampeyo y su esposo viajaron a Chicago en 1898 para exhibir su cerámica. Entre 1905 y 1907, produjo y vendió cerámica en una estructura tipo pueblo llamada Hopi House, una atracción turística (combinación de museo, tienda de curiosidades, teatro y espacio vital para bailarines y artistas nativos americanos) en el alojamiento del Gran Cañón, operado por la Fred Harvey Company. Expuso en 1910 en la Exposición de Tierras e Irrigación de los Estados Unidos de Chicago.
Uno de sus patrones más famosos, el patrón de migración, representaba la migración del pueblo Hopi, con motivos de plumas y garras de pájaro. Un ejemplo es un jarrón de 1930 en la colección del Museo Nacional del Indio Americano de la Institución Smithsonian en Washington D. C..  Su trabajo se distingue por las formas de la cerámica y los diseños. Hizo alfarería ancha, baja, redondeada, con forma y, en años posteriores, jarras altas. Muchas de sus obras son identificables por sus "diseños reconocibles" y "sus idiosincrasias artísticas".
La fotografía de Nampeyo se usó a menudo en folletos de viajes para el suroeste de Estados Unidos.
Nampeyo comenzó a perder la vista debido al tracoma a principios del siglo XX. Desde 1925 hasta su muerte hizo cerámica al tacto y luego fueron pintadas por su esposo, hijas u otros miembros de la familia.
En 2010, una de sus obras de arte, una maceta con forma bulbosa con figuras de Hopi Kachina con "caras estilizadas" con "tocados extravagantes de color negro y ámbar quemado" pintados en "los cuatro lados de la maceta", se vendió por 350.000 dólares. Entre los propietarios anteriores estaban Carter Harrison Jr., que fue alcalde de Chicago de 1911 a 1915, y el club de arte Cliff Dwellers de Chicago, que recibió la obra de Harrison en la década de 1930.

## Muerte y legado

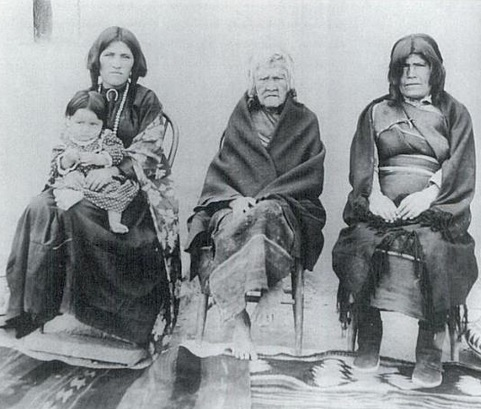
Nampeyo en 1901, con su nieta Rachel en brazos; con su madre, White Corn; y su hija mayor, Annie Healing

Murió en 1942 en la casa de su hijo Wesley y su nuera, Cecilia.
Ella era un símbolo del pueblo Hopi y fue pionera en el renacimiento de la cerámica antigua. Inspiró a docenas de miembros de la familia durante varias generaciones para hacer cerámica, incluidas sus hijas Fannie Nampeyo y Annie Healing. Una exhibición de 2014 en el Museo del Norte de Arizona presenta las obras de cuatro generaciones de artistas descendientes de Nampeyo.

## Colecciones públicas

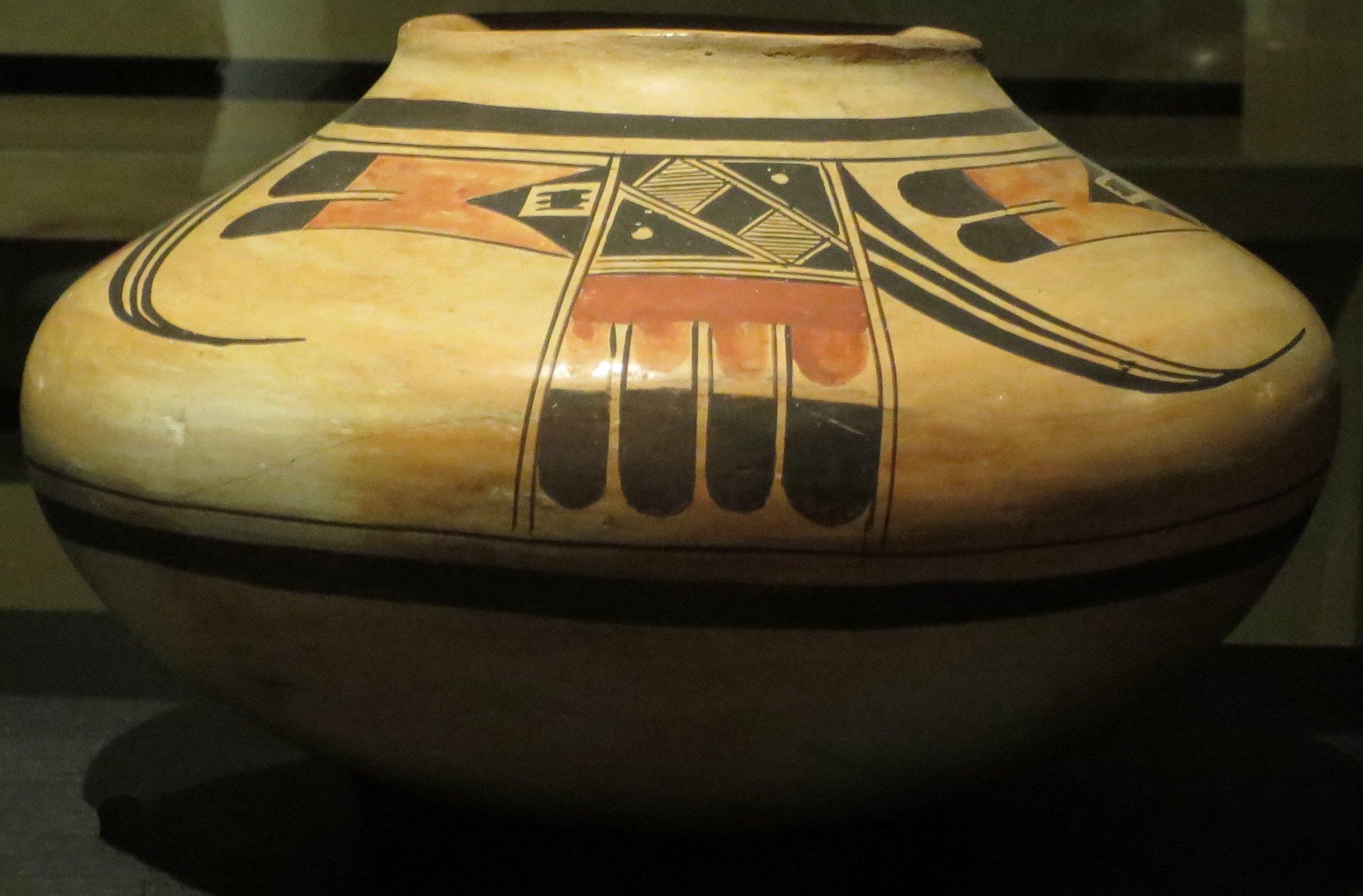
Jarra Hopi-Tewa fabricada por Nampeyo, principios del, Museo Heard.

- Museo del Estado de Arizona, Universidad de Arizona[5]
- Museo de Arte de Denver, Colorado[25]
- Museo de Kansas City, Kansas City, MO[26]
- Museo Indio Koshare, La Junta, CA[19]
- Museo Millicent Rogers, Taos, Nuevo México[27]
- Museo del norte de Arizona, Flagstaff, AZ[24]
- Museo Nacional del Indio Americano, Institución Smithsonian, Washington D. C.[20]
- Museo Peabody de Arqueología y Etnología, Universidad de Harvard, Cambridge, MA[11]
- Union Station, Kansas City, MO[26]
- Museo de Arte y Cultura Indígenas / Laboratorio de Antropología, Santa Fe, Nuevo México[28]
- Museo de Antropología Haffenreffer en la Universidad de Brown, Providence, RI[29]